# Chenjiagang (köpinghuvudort i Kina, Jiangsu Sheng, lat 34,38, long 119,80)
Chenjiagang är en köpinghuvudort i Kina. Den ligger i provinsen Jiangsu, i den östra delen av landet, omkring 270 kilometer norr om provinshuvudstaden Nanjing. Antalet invånare är 58 862. Befolkningen består av 26 474 kvinnor och 32 388 män. Barn under 15 år utgör 18,0 %, vuxna 15-64 år 72 %, och äldre över 65 år 8,0 %.
Runt Chenjiagang är det tätbefolkat, med 493 invånare per kvadratkilometer. Chenjiagang är det största samhället i trakten. Trakten runt Chenjiagang består till största delen av jordbruksmark.
Genomsnittlig årsnederbörd är 1 055 millimeter. Den regnigaste månaden är juli, med i genomsnitt 294 mm nederbörd, och den torraste är januari, med 14 mm nederbörd.